# Elvire Jan
Pour les articles homonymes, voir Jan.
Elvire Kouyoumjian dite Elvire Jan, née le 1er mai 1904 à Sofia (Bulgarie) et morte le 19 janvier 1996 à Paris 15e, est une peintre non figuratif ou abstrait de la nouvelle École de Paris.

## Biographie
Née dans une famille d’industriels d'origine arménienne, Elvire Jan fait à partir de 1911 ses études en Suisse près de Lausanne, où elle ajoute le français à sa pratique du bulgare, de l'arménien et du turc. En 1919, elle rentre à Sofia et manifeste son désir de peindre. Le gouvernement bulgare proposant aux Arméniens de choisir une autre nationalité, sa famille opte pour la nationalité persane. Elvire Jan voyage en 1920 à Vienne avec sa mère, rencontre les psychanalystes Jung et Adler, puis séjourne en Angleterre à Eastbourne, apprenant l'anglais, l'allemand et l'italien. Elle rentre à nouveau en Bulgarie en 1923 et suit les cours de Tzeno Todoroff, professeur à l'Académie. En 1925, elle séjourne chez son oncle à Nouvelle-Rochelle aux États-Unis, est élève de Max Weber à l'Art Students League of New York et découvre la peinture française moderne.
En avril 1926, Elvire Jan s'installe à Paris, s'inscrit à l'Académie Julian où elle suit les cours de Paul Albert Laurens et se lie d'amitié avec Jean Bazaine. Elle fréquente en 1929 l'Académie scandinave où professent Henry de Waroquier, Emile Othon Friesz et Charles Dufresne. À partir de 1931, Elvire Jan participe à des expositions collectives, notamment en 1932 au Salon des indépendants et en 1939 à la « VIIe exposition de gravures et plâtres gravés du groupe de l'Atelier 17 » avec les élèves de Stanley Hayter auprès de qui elle a étudié la gravure. 
Elvire Jan se lie d'amitié en 1937 avec Jean Bertholle, Lucien Lautrec, Jean Le Moal, Alfred Manessier et Gustave Singier. Après un séjour en Bulgarie en 1939 elle rejoint en 1943 les Manessier près de Mortagne (Orne). Elle y rencontre l'écrivain Camille Bourniquel qui sera le témoin le plus proche, durant cinquante ans, du développement de son œuvre.

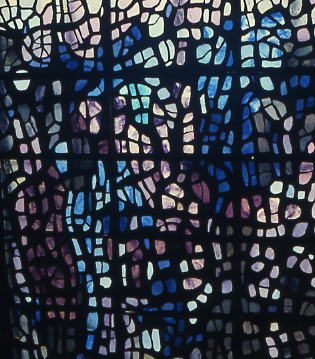
Fragment d'un vitrail d'Elvire Jan, vers 1969

Après guerre, Elvire Jan participe à l'avènement de l'art non-figuratif auprès de ses amis, les « peintres de tradition française », principalement Bazaine, Bertholle, Le Moal et Manessier, dont elle partage les aspirations picturales. Elle effectue en 1947 un dernier séjour en Bulgarie. De 1954 à 1957, la galerie Roque présente régulièrement les peintures d'Elvire Jan, qui expose aussi en 1955 à Genève et à Stockholm, préfacée par Bazaine. En 1957, après un passage par Alba-la-Romaine où séjourne Eudaldo durant l'été, elle découvre avec Camille Bourniquel Moissac-Bellevue, dans le Haut-Var, aux abords du Verdon, y installant un atelier où elle travaille six mois chaque année. Elle réalise à cette époque ses premiers vitraux, notamment pour l'église Saint-André d'Ézy-sur-Eure en 1957 avec Raoul Ubac, pour la villa de la Réunion (Paris) en 1960 avec Anthoons, Bertholle, Le Moal, Manessier et Seiler, pour l'église de Saint-Servan-sur-Oust (Morbihan) avec Bertholle et Le Moal. Une tapisserie est tissée en 1970 d'après l'une de ses œuvres par les ateliers Plasse Le Caisne. Un hommage lui est rendu en 1983 chez Jean-Louis Barrault au Théâtre du Rond-Point.
Elvire Jan fait partie en 1986, avec notamment Geneviève Asse, Gérald Collot, Lucien Lautrec, Le Moal et Manessier, de l'équipe réunie par Bazaine pour la réalisation des vitraux de la cathédrale gothique de Saint-Dié (Vosges). Des hommages à Elvire Jan sont organisés en 1990 au Salon de Bourg-en-Bresse, en 1991 à Pérouges et des expositions rétrospectives de son œuvre présentées à Arras en 1989, à Rosny-sur-Seine en 1992. Elvire Jan meurt à Paris en 1996 et repose à Moissac.
De nouvelles rétrospectives de ses peintures ont lieu à La Ciotat en 1998 et à Saint-Dié des Vosges en 2004. Elvire Jan fait partie (Peinture, 1955) des artistes réunis en 2006 pour l'exposition L'Envolée lyrique, Paris 1945-1956 aux musées du Luxembourg (Sénat) et de la Cour d'or (Metz). Un Espace Elvire Jan, présentant concerts et expositions, a été créé à Moissac-Bellevue.

## L'œuvre
Le style d'Elvire Jan s'inscrit dans une abstraction lyrique d’essence impressionniste. Ses premières peintures non figuratives datent de 1949. Leurs structures fortement marquées jusqu'en 1953 se fragmentent puis s'assouplissent à partir de 1957. En 1964 leur matière s'enrichit de multiples superpositions. Autour de 1970, « sa palette, autrefois plus complexe, évolue – comme chez tous les grands peintres - vers de grands accords simples, non moins riches mais presque monochromes, équilibrés sur quelques tons modulés, le plus souvent à base de terres, couleurs élémentaires, qui recèlent avec modestie toute la lumière », analyse Bazaine. Son œuvre se développe par la suite en un paysagisme non-figuratif ponctué par une écriture d'une extrême vivacité.
À partir des années 1960 Elvire Jan a simultanément réalisé de nombreuses aquarelles. « Une aquarelle d'Elvire, c'est, sous nos yeux, le monde en formation – nous sommes spectateurs de la Genèse. La lumière coule de source, envahit le vide du papier, se propage en ondes joyeuses ou en remous dramatiques avec toute la force et la liberté d'une eau originelle. Nuages, collines, rochers, surgissent, indifférenciés. L'homme n'est pas encore formé et l'univers s'offre à nous dans sa disponibilité primitive », écrit encore Bazaine.

## Citations
- « Dans mon village de Haute-Provence, on contemple de larges horizons, puis le regard s'abaisse vers un caillou. Un même rythme anime toute chose dans la nature : les cours d'eau et la sève des plantes, la circulation du sang. À l'intérieur de l'atelier, dans le silence, je tâche de rassembler ces choses.. » (1979)[7]
- « Espace. Horizons. Terres de Haute-Provence où le regard se porte au loin. M'illumino d'immenso, comme dit Ungaretti. Puis ce regard revient lentement sur lui-même, s'abaisse vers une graminée, un caillou, invite chacun à descendre au fond de soi. Le très loin. Le tout près. Une unique mesure. Le rythme même de la création. Tout associé... cours d'eau, sève des plantes, battement d'un volet, le sang qui bat sous la tempe. » (1989)[8].

## Musées
Des œuvres d'Elvire Jan sont présentes dans les collections, en France, du Musée national d'art moderne de Paris, des Musées de Caen, Musée Unterlinden de Colmar (L'atelier II, 1942; Mozart, 1962), Dijon, Lyon, Metz, Tourcoing, à l'étranger de Dublin (Irlande), Luxembourg (Grand-Duché de Luxembourg), Bergen (Norvège), Lund (Suède), Sion (Suisse) et Lisbonne (Portugal).

## Vitraux
- 1957 - Église Saint-André d'Ézy-sur-Eure (Eure) ( Patrimoine du XXe siècle), architecte Maurice Novarina, avec Raoul Ubac : vitrail pour la chapelle du matin, dalle de verre.
- 1960 - Couvent des Carmes, Villa de la Réunion (5 avenue de la Réunion, Paris XVIe), avec Anthoons, Bertholle, Le Moal, Manessier et Seiler : un vitrail.
- 1962 - Église Notre-Dame-de-Beligny, Villefranche-sur-Saône (Rhône), architecte Novarina : deux vitraux, parois en dalle de verre.
- 1964 - Église de Sainte-Bernadette, Robertsau (Rhin) : vitrail pour la chapelle du matin, dalle de verre.
- 1964 - Église de Saint-Servan-sur-Oust (Morbihan), avec Bertholle et Le Moal : deux vitraux pour le baptistère et la nef, verre et plomb.
- 1977 - Église Notre-Dame-de-Tours, près Payerne (Suisse) : six vitraux, verre et plomb.
- 1978 - Église du Bizot, Diocèse de Besançon (Doubs) : trois vitraux, verre et plomb.
- 1979 - Église Saint-Pierre-Saint-Paul, Levier (Doubs) : deux vitraux pour le chœur, verre et plomb.
- 1983 - Église abbatiale Saint-Pierre-Saint-Paul d'Ottmarsheim (Haut-Rhin) : un vitrail pour une chapelle, verre et plomb.
- 1986 - Cathédrale Saint-Dié de Saint-Dié-des-Vosges (Vosges), avec Bazaine, Lautrec, Le Moal, Manessier...

## Illustration
- Serge Thébault, Le Pain discret, Éditions Art-Mène, 1984 [Buisson ardent, gravure sur cuivre].

## Filmographie
- Elvire Jan, film/interview de Michel Pfulg (1990), Éditions Artprod, Montreux (CH), 2011 (43 minutes).